# Viva Mars Vegas
Viva Mars Vegas (рус. «Да здравствует Марс-Вегас!») — 12 эпизод 7 сезона мультсериала «Футурама».

## Сюжет
Команда Planet Express летит на Марс, собираясь провести уикенд в казино, принадлежащем Лео и Инез Вонг. Зойдберга оставляют на Земле, мотивируя это тем, что с его финансами и удачей в игорных домах ему лучше не появляться. Однако во время отсутствия сослуживцев богатство буквально сваливается Джону на голову — скрывающаяся от полиции робомафия прячет мешок с украденными восемью миллионами долларов в мусорном контейнере, который по совместительству является квартирой декаподианца. Решивший пожить на широкую ногу Зойдберг отправляется в Марс-Вегас, где выигрывает невероятную сумму, которую благополучно спускает в казино.
Вернувшись на Землю, врач попадает в руки робомафии, которая стремится получить назад честно награбленное. Узнав, что деньги безвозвратно потеряны, Донбот приказывает убить Зойдберга. Лобстер спасается, применив чернильную защиту. Зойдберг вбегает в здание Planet Express, где случайно попадает в зону действия нового изобретения профессора. Под воздействием луча аппарата покрывающие тело врача чернила (а вместе с ними и сам Зойдберг) становятся невидимыми. Мафия, не сумев найти декаподианца, уходит ни с чем.
Лишившись денег, Донбот находит новое средство обогащения. Робомафия осуществляет рейдерский захват казино и поместья Вонгов. Лео и Инез оказываются выброшены на улицу. Такая же судьба постигает и Эми, которая без родительских денег лишается средств к существованию.
Эми: Вы можете пока пожить у меня.
Инез: Не можем! Кто, по-твоему, вносил за тебя квартплату?

Эми: Что такое квартплата?
Некоторое время спустя у Эми возникает идея, как, воспользовавшись невидимостью Зойдберга, вернуть состояние семьи. Согласно её плану, Джон должен пробраться в казино во время ежедневного пересчета выручки, проникнуть в главный сейф, съесть все находящиеся там деньги и покинуть здание. Команде удается осуществить этот план, однако уже на выходе из игорного дома их перехватывает Слепой Джо, марсианин-охранник казино. В качестве последнего козыря Эми предъявляет украденный Зойдбергом из сейфа документ — оригинальный договор между Реджинальдом Вонгом и коренными марсианами, согласно которому Марс переходит в пользование семье Вонг на сто лет. Так как срок договора давно истек, земля (и находящееся на ней казино) должна быть возвращена прежним владельцам. Обрадованные марсиане вышвыривают робомафию прочь, а Вонгам в знак благодарности возвращают их поместье (и второе казино, ещё более грандиозное).

## Изобретения будущего
- Поляризатор чернил — прибор, выстраивающий молекулы пигмента чернил таким образом, что они становятся невидимыми; может быть использован в качестве крайне болезненного средства удаления татуировок.

## Интересные факты
- Донбот называет деньги «денирос». Это искаженное слово dinero («деньги» по-испански) и одновременно — реверанс в сторону актёра Роберта Де Ниро.
- При посадке на Марс корабль Planet Express расплющивает марсоход Кьюриосити.
- Пытаясь отвлечь Донбота, профессор выдает себя за Марка Цукерберга, а Гермес — за рассыльщика нигерийского спама.